# Gmina Josipdol
Gmina Josipdol (chorw. Općina Josipdol) – gmina w Chorwacji, w żupanii karlowackiej. W 2011 roku liczyła  3773 mieszkańców.